# Дарко Пановић
Дарко Пановић је српски ТВ и радијски водитељ и новинар. Биo је некадашњи водитељ емисије Национални дневник на ТВ Пинк. Поред Пинка, водио је такође и на локалним телевизијама.

## Емисије
| Година     | Емисија            | Канал   |
| ---------- | ------------------ | ------- |
| ????       | Игра без граница   | РТС 1   |
| ????       | Теле квиз          | ТВ Пинк |
| 2002—2008. | Национални дневник | ТВ Пинк |
| 2005—2019. | Мис Србије         | ТВ Пинк |
| 2006—2010. | Добар комшија      | ТВ Пинк |
| 2016.      | Јутарња продаја    | ТВ Пинк |
| 2016—2018  | Лото               | ТВ Пинк |
| 2017.      | Свитање            | ТВ Пинк |